# Dowatorowka

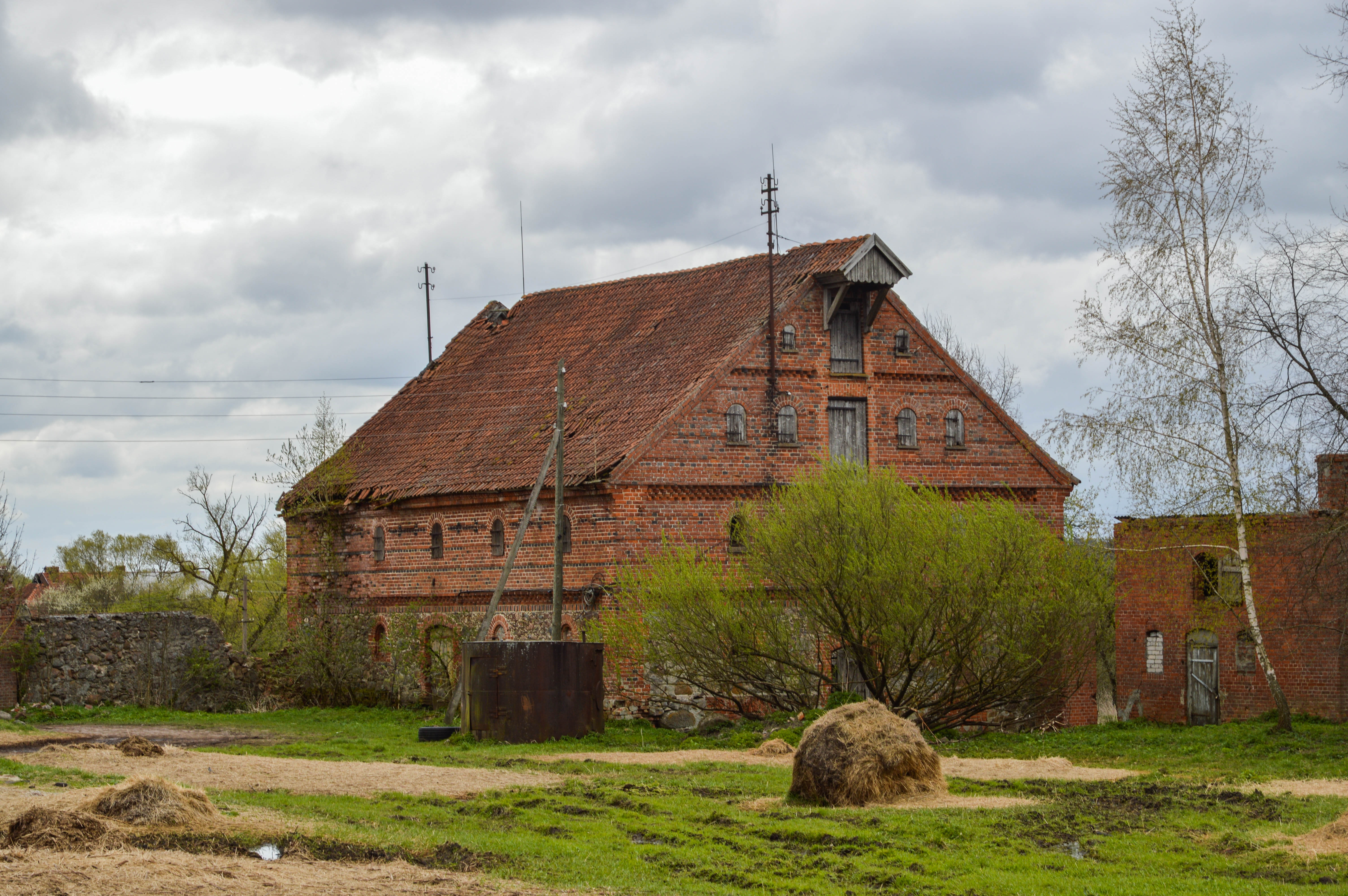
Siedlung Dovatorovka (2021)

Dowatorowka (russisch Доваторовка, deutsch Leipeningken (1928–1945 Georgental) und Zwion) ist ein Ort in der russischen Oblast Kaliningrad. Er gehört zur kommunalen Selbstverwaltungseinheit Stadtkreis Tschernjachowsk im Rajon Tschernjachowsk.

## Geographische Lage
Dowatorowka liegt an der Kommunalstraße 27K-175 vom östlich gelegenen Majowka (Georgenburg) an der Regionalstraße 27A-009 (ex A197). Am westlichen Ortsausgang wendet sich diese Straße in Richtung Nordwesten nach Gremjatschje (Groß Berschkallen/Birken). In Richtung Westen führt die Kommunalstraße 27K-060 nach Kamenskoje (Saalau). Bis 1945 war Georgenburg die nächste Bahnstation an der Kleinbahnstrecke Insterburg–Groß Skaisgirren (1938–1945: Kreuzingen) (Tschernjachowsk–Bolschakowo), die von den Insterburger Kleinbahnen betrieben wurde.

## Geschichte

### Zwion
Der kleine Ort Zwion mit großem Gut lag westlich von Leipeningken, sechs Kilometer von Tschernjachowsk entfernt. Der Gutsbezirk Zwion wurde 1874 in den Amtsbezirk Georgenburg (heute russisch: Majowka) eingegliedert, der zum Kreis Insterburg im Regierungsbezirk Gumbinnen der preußischen Provinz Ostpreußen gehörte. Zwion gehörte zur Begüterung Georgenburg der Familie von Simpson und wurde mit dem gesamten Besitz 1899 an den Staat verkauft. Dieser richtete 1929 hier eine erste Hauptleistungs-Prüfungsanstalt ein, die dem Landgestüt Georgenburg unterstellt war, und wo die Hengstprüfungsanstalt potentielle Deckhengste auf Herz und Nieren prüfte.
Die Einwohnerzahl Zwions belief sich 1910 auf 198. Am 30. September 1929 wurde der Gutsbezirk Zwion in die Landgemeinde Georgental (s. u.) (bis 1928: Leipeningken) eingemeindet und verlor seine Selbständigkeit.

### Leipeningken (Georgental) / Melnitschnoje
Der um 1354 als Leype gegründete und später Leipeningken genannte Ort liegt unmittelbar am Nordufer des Pregel (russisch: Pregolja), fünf Kilometer nordwestlich der Stadt Tschernjachowsk (Insterburg). Im Jahre 1874 wurde die Landgemeinde Leipeninken in den neu errichteten Amtsbezirk Georgenburg eingegliedert, der bis 1945 zum Kreis Insterburg im Regierungsbezirk Gumbinnen der preußischen Provinz Ostpreußen gehörte. Im Jahre 1910 zählte Leipeninken 327 Einwohner.
Am 30. September 1928 wurde der Nachbargutsbezirk Nettienen (heute russisch: Krasnaja Gorka) in die Landgemeinde Leipeningken eingegliedert, die zum gleichen Zeitpunkt in Georgental umbenannt wurde. Ein Jahr später kam auch der Gutsbezirk Zwion (s. o.) zu Georgental, wo 1933 insgesamt 711 und 1939 bereits 772 Einwohner registriert waren.
In Kriegsfolge kam Georgental 1945 mit dem gesamten nördlichen Ostpreußen zur Sowjetunion. 1950 erhielt der Ort (ohne Zwion) die russische Bezeichnung Melnitschnoje (von melnitza = Mühle) und wurde dem Dorfsowjet Gremjatschski selski Sowet im Rajon Tschernjachowsk zugeordnet.

### Dowatorowka
Im Jahr 1947 erhielt Zwion zu Ehren des sowjetischen Generalmajors Lew Dowator (1903–1941) die Ortsbezeichnung „Dowatorowka“. Gleichzeitig wurde der Ort dem Dorfsowjet Gremjatschski selski Sowet im Rajon Tschernjachowsk zugeordnet. Seit 1954 gehörte Dowatorowka zum Majowski selski Sowet. Vor 1975 wurde der Ort Melnitschnoje an Dowatorowka angeschlossen. 1997 kam Dowatorowka zum Dorfbezirk Kamenski selski okrug. Von 2008 bis 2015 gehörte der Ort zur Landgemeinde Kamenskoje selskoje posselenije und seither zum Stadtkreis Tschernjachowsk.

## Kirche
Die Bevölkerung sowohl Leipeningkens respektive Georgentals sowie Zwions war vor 1945 überwiegend evangelischer Konfession. Beide Dörfer gehörten zum Kirchspiel der Kirche Georgenburg im Kirchenkreis Insterburg in der Kirchenprovinz Ostpreußen der Kirche der Altpreußischen Union. Heute liegt Dowatorowka im Einzugsbereich der in den 1990er Jahren neu entstandenen evangelisch-lutherischen Pfarrgemeinde in Tschernjachowsk (Insterburg), Pfarrsitz einer Kirchenregion in der Propstei Kaliningrad der Evangelisch-lutherischen Kirche Europäisches Russland. 